# Flagelloscypha obovatispora
Flagelloscypha obovatispora är en svampart som beskrevs av Agerer 1975. Flagelloscypha obovatispora ingår i släktet Flagelloscypha och familjen Niaceae.   Inga underarter finns listade i Catalogue of Life.